# Gilmar Rinaldi
Gilmar Luís Rinaldi (ur. 13 stycznia 1959 w Erechim) – brazylijski piłkarz grający na pozycji bramkarza. Z reprezentacją Brazylii, w której barwach rozegrał 7 meczów, zdobył w 1994 roku mistrzostwo świata (jako rezerwowy). Przez wiele lat grał w klubach brazylijskich, dwukrotnie – za każdym razem z inną drużyną – wygrywał krajowe rozgrywki ligowe. Piłkarską karierę zakończył w 1998 roku w Japonii.

## Sukcesy piłkarskie
- mistrzostwo Brazylii 1986 oraz mistrzostwo stanu São Paulo 1985, 1987 i 1989 z São Paulo FC
- mistrzostwo Brazylii 1992 z CR Flamengo

W reprezentacji Brazylii od 1986 do 1995 roku rozegrał 9 meczów – mistrzostwo świata 1994 (jako rezerwowy).